# Арпачай
Арпачай (тур. Arpaçay) — місто та район в провінції Карс (Туреччина).

## Історія
З XVI століття Арпачай входив до складу Османської імперії.
У 1877–1918 — у складі Російської імперії.
До 1922 населений пункт носив назву Зарушат.